# ディエゴ・コリャード
ディエゴ・コリャード（Diego de Collado、ラテン語: Didacus Colladus、1589年？ - 1641年8月）は、ドミニコ会に所属するスペインの宣教師。1619年に禁教下の日本に潜入し、1623年まで滞在した。『日本文典』『懺悔録』で当時の日本語についての記録を残したこと、日本布教をめぐりイエズス会との論争を引き起こしたことで知られる。姓のカナ転記にはコリャド、コイヤードもある。

## 生涯
スペインのミアハーダス（エストレマドゥーラ州カセレス県）出身。1604年、サラマンカのサン・エステバン修道院で誓願を立てドミニコ会に入会。アルフォンソ・ナバレテ・ベニト率いる宣教団の一員としてフィリピンに派遣され、1611年にマニラに到着。ミンダナオ島のカガヤンで宣教を行った。
1619年、既にキリシタン禁止令が出されていた日本に潜入し、長崎・有馬・大村一帯で密かに布教活動を続けた。1621年にはドミニコ会日本管区長代理を務める。同年、教皇庁から長崎の26殉教者（1597年殉教）の列福調査判事に任命され、報告書をまとめた。このほか、日本滞在中にハシント・オルファネルの『日本キリシタン教会史』完成に協力した（後年、コリャードはその『補遺』を記した）。
平山常陳事件（1620年）でイギリス平戸商館に捕らえられていたドミニコ会同僚のルイス・フロレスの救出活動に参加するが、1622年にフロレスは火刑となり、続いてカトリック聖職者・信徒の大規模な処刑（元和の大殉教）が行われた。コリャード自身は難を逃れ、大殉教の目撃者となった。同年11月に報告のため日本を去ってマニラに戻り、更にローマ教皇国に赴いた。1623年にローマに到着し、列福調査報告書を教皇庁に提出した。
日本への布教の「権利」をめぐっては、ポルトガル系のイエズス会と、後から来たスペイン系のアウグスチノ会・フランシスコ会・ドミニコ会との間に軋轢が生じていた。コリャードは、日本での迫害の一因にイエズス会による長年の日本布教の独占を挙げ、1624年に日本イエズス会に対する告訴状（ソテロ陳状）を提出。大論議を引き起こした。この一件は偽作であるということで一応の落着を見たという。1628年にはイエズス会を批判する同趣旨の書籍をスペインで発行し、上長から叱責を受けた。
1632年に、布教聖省の許可を得て『日本文典』・『羅西日辞書』・『懺悔録』を刊行した。これらは「日本語三部作」「コリャード三部作」と呼ばれ、日本語史研究上貴重な資料となっている。『日本文典』はラテン語で書かれた日本語の文法書、『羅西日辞書』はラテン語・スペイン語・日本語の対訳辞書である。『懺悔録』は日本人信徒の懺悔（告解、ゆるしの秘跡）を日本語（ラテン文字表記）とラテン語で記したもので、信徒の生活や風俗習慣をうかがい知ることができる。
その後、どの管区にも属さない宣教師団を率いてフィリピンに渡り、1635年にマニラに到着。アジアを拠点としたイエズス会に対抗する新しい教会組織作りを図るも失敗に終わる。スペイン国王の命によって追放され、帰国途中に（インド洋上とも、マニラ出帆後まもなくとも）乗船が遭難して死亡したと伝えられている。

## 主な日本語出版
- 『日本キリシタン史補遺』Suplemento y adiciones a la historia ecclescastica de los sucessos de la christiandad de Japon, 1621-1622
  - 井手勝美訳『日本キリシタン教会史補遺 : 1621-1922年』（雄松堂書店、1980年）
- 『日本文典』Ars grammaticae Iaponicae linguae
  - 大塚高信訳『コリャード 日本文典』（風間書房、1957年）
- 『羅西日辞書』Dictionarivm sive thesavri lingvæ Iaponicæ compendivm
  - 大塚光信解題・索引『羅西日辞典』（臨川書店、1966年）
- 『懺悔録』Niffon no Cotõbani Yô Confesion / Modus Confitendi et Examinandi
  - 大塚光信校注『懺悔録』（岩波文庫、1986年）
  - 日埜博司著『コリャード 懺悔録 : キリシタン時代日本人信徒の肉声』（八木書店古書出版部、2016年）